# Dance with Me (canción de Blink-182)
«Dance with Me» es una canción grabada por la banda de rock estadounidense Blink-182. Fue lanzada el 5 de octubre de 2023 por Columbia Records, como el cuarto sencillo de su noveno álbum One More Time... Fue escrita por el bajista Mark Hoppus, el guitarrista Tom DeLonge, y el baterista Travis Barker, junto con el ingeniero Aaron Rubin y el compositor Nick Long.

## Antecedentes
La canción comienza con una broma cruda contada por DeLonge: «Cuando enseño sobre masturbación, siempre digo: 'Diviértete'». A lo largo de la canción, DeLonge anima a alguien a bailar, con letras como «He estado esperando perder / Qué tonto, tratando de hacer creer / Eres mía, ¿qué vas a hacer / Ven aquí, quieres venir a bailar conmigo?». Los columnistas de Spin observaron que la canción comparte título con otra canción de TSOL, uno de los grupos preferidos de DeLonge.

## Video musical

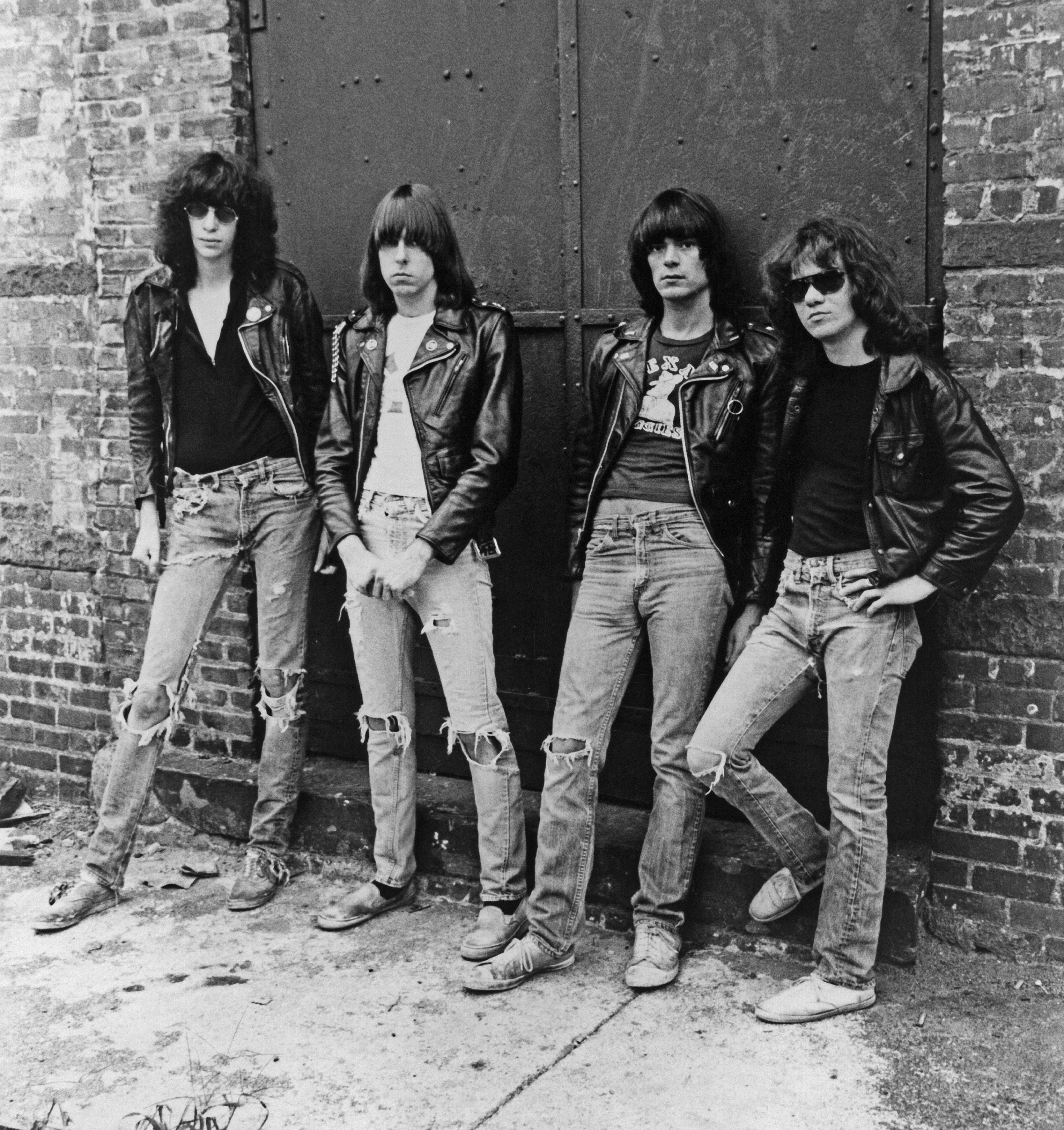
El vídeo musical de la canción es un homenaje a los Ramones.

El video musical de la canción pretendía ser una «carta de amor» a los Ramones, una de las mayores influencias musicales de la banda. En el video los integrantes de la banda se encuentran vestidos al estilo de los Ramones, con pelucas, gafas de sol y chaquetas de cuero. El video comienza con una entrevista (con Lisa Gilroy como presentadora), que parodia a una entrevista de 1981 que se le hizo a los Ramones en The Tomorrow Show. Cuando comienza la canción, el video cambia a los tres sentados en una mesa, una referencia a la imagen visual del video «I Wanna Be Sedated» de 1978, mientras médicos, enfermeras (una de las cuales interpreta a la enfermera de la portada del álbum Enema of the State de Blink 1982), payasos, animadoras, obreros, y varias personas más se encuentran corriendo por la habitación. El metraje está intercalado con tomas de la banda tocando en un escenario estilo CBGB, además de posar frente a una pared de ladrillos, al estilo de la famosa portada del álbum debut de los Ramones.
El videoclip fue dirigido por the Malloys, con quienes la banda colaboró por última vez en los videos de 2001 para «The Rock Show», y «First Date».

## Recepción
La escritora de Uproxx, Danielle Chelosky, llamó a la canción «clamorosa», y la describió como «tan divertida como ruidosa, y la letra es tan caótica como el sonido».

## Personal
Créditos adaptados del video de la canción en YouTube.

#### Blink-182
- Tom DeLonge - voz, guitarra, composición
- Mark Hoppus - voz, bajo, composición
- Travis Barker - batería, productor, composición

#### Producción
- Aaron Rubin - compositor, coproductor, ingeniero de grabación
- Nick Morzov - ingeniero de grabación
- Eric Emery - ingeniero de grabación
- John Warren - ingeniero de grabación
- Kevin Gruft - ingeniero de grabación
- Kevin Bivona - ingeniero de grabación
- Adam Hawkins - ingeniero de mezcla
- Henry Lunetta - ingeniero asistente
- Randy Merrill – masterización

## Listas
| Lista (2023)                   | Posición más alta |
| ------------------------------ | ----------------- |
| New Zealand Hot Singles (RMNZ) | 23                |
| UK Singles Chart (OCC)         | 85                |
| UK Rock & Metal (OCC)          | 6                 |